# Mark Kermode
Mark James Patrick Kermode, född 2 juli 1963 i Barnet i norra London, är en brittisk filmkritiker och medlem av British Academy of Film and Television Arts. Han medverkar i filmtidskriften Sight and Sound, tidningen The Observer och BBC Radio 5 Live, där han presenterar Kermode and Mayo's Film Reviews med Simon Mayo på fredagseftermiddagarna. Han är också en av värdarna för The Culture Show och medverkar på Newsnight Review på BBC Two. Kermode driver även en videoblogg för BBC.